# Let's Get High
"Let's Get High" é uma canção do rapper e produtor musical estadunidense Dr. Dre, lançada em 1999 para o álbum 2001. A canção conta com a participação de Hittman, Kurupt e Ms. Roq.

## Desempenho nas paradas
| Paradas (1999)                                 | Melhor posição |
| ---------------------------------------------- | -------------- |
| Estados Unidos (Billboard R&B/Hip-Hop Songs)   | 72             |
| Estados Unidos (Billboard R&B/Hip-Hop Airplay) | 62             |